# Абдулгамидов, Заур
Заур Абдулгамидов (род. 11 апреля 1977, Махачкала) — немецкий боксёр-профессионал рутульского происхождения, Чемпион Мира, Чемпион России, выступавший в тяжёлой весовой категории, тренер, одноклубник братьев Кличко (немецкий клуб Universum Box-Promotion (Гамбург, Германия)).. По национальности — рутулец, родом из села Шиназ.

## Биография
Заур Абдулгамидов родился 11 апреля 1977 в Махачкале. Живёт и работает в Гамбурге, Германия. За времена своей боксёрской карьеры провёл серию боёв, практически все из которых выиграл нокаутом . В профессиональном боксе с 1999 по 2007. В настоящий момент является тренером

### Профессиональная карьера
- 1999—2007 гг. Многократный победитель международных турниров.[5]
- 1999—2007 гг.: Профессиональная боксёрская лицензия.
- 1997 г.: Титул Чемпион Мира среди военнослужащих в США (Сан Антонио)
- 1996 г.: Королевский Кубок в Таиланде
- 1996 г.: Сертификат Профессионального боксёра.
- 1995—1997 гг.: Подготовка в России к участию в Олимпийских играх.

## Госпитализация
31 января 2004 года Абдулгамидов был госпитализирован после нокаута в 8-м раунде поединка за пояс Интерконтинентального Чемпиона по версии IBF c обладателем титула украинцем Владимиром Вирчисом. Компьютерная томография, проведённая в Киевском институте нейрохирургии мозга показала, что здоровье Абдулгамидова, около минуты находившегося на ринге без сознания, вне опасности.

## Результаты боёв
| Бой | Дата       | Соперник                    | Судьи             | Место боя                                                     | Раундов | Результат | Дополнительно |
| --- | ---------- | --------------------------- | ----------------- | ------------------------------------------------------------- | ------- | --------- | --- |
| 19  | 2004-01-31 | Украина · Владимир Вирчис   |                   | Sport Palace, Киев, Украина                                   | 12      | Поражение | КО (нокаут). Бой за титул IBF Inter-Continental (Супертяжёлый вес)                                                                |
| 18  | 2003-09-23 | Югославия · Goran Gogica    | Joachim Jacobsen  | Universum Gym, Wandsbek, Гамбург, Германия                    | 6       | Победа    | UD |
| 17  | 2003-07-06 | Словакия · Marek Zelo       |                   | Avendi Hotel, Bad Honnef, Северный Рейн-Вестфалия, Германия   |         | Победа    | TKO (технический нокаут) |
| 16  | 2003-03-01 | Польша · Krzysztof Ogonek   | Wallfried Rollert | Ballhaus Arena, Ашерслебен, Саксония-Анхальт, Германия        | 8       | Победа    | UD |
| 15  | 2002-12-21 | Венгрия · Istvan Kecskes    | Joachim Jacobsen  | Lausitz Arena, Котбус, Бранденбург, Германия                  | 8       | Победа    | TKO (технический нокаут) |
| 14  | 2002-03-16 | Германия · Timo Hoffmann    | Arno Pokrandt     | Bordelandhalle, Магдебург, Саксония-Анхальт, Германия         | 12      | Поражение | TKO (технический нокаут). Вакантный Титул IBF Inter-Continental (супертяжёлый вес); Титул German International (супертяжёлый вес) |
| 13  | 2001-10-06 | Германия · Andreas Sidon    |                   | Eisstadion, Кёльн, Северный Рейн-Вестфалия, Германия          | 10      | Победа    | SD. Титул German International (супертяжёлый вес)                                                                                 |
| 12  | 2001-07-21 | Франция · Denis Edwige      |                   | Tivoli Eissporthalle, Ахен, Северный Рейн-Вестфалия, Германия |         | Победа    | TKO (технический нокаут) |
| 11  | 2001-04-07 | Пуэрто-Рико · Miguel Otero  |                   | Universum Gym, Wandsbek, Гамбург, Германия                    | 6       | Победа    | PTS (по очкам) |
| 10  | 2001-01-27 | Нигерия · Adewale Abbey     |                   | Rudi Sedlmayer Halle, Мюнхен,Бавария, Германия                | 4       | Победа    | KO (нокаут) |
| 9   | 2000-12-05 | Бельгия · Dirk Wallyn       |                   | Universum Gym, Wandsbek, Гамбург, Германия                    |         | Победа    | TKO (технический нокаут) |
| 8   | 2000-10-01 | США · Bradley Rone          |                   | Universum Gym, Wandsbek, Гамбург, Германия                    | 6       | Победа    | PTS (по очкам) |
| 7   | 2000-05-28 | США · Darrell Morgan        |                   | Universum Gym, Wandsbek, Гамбург, Германия                    | 6       | Победа    | PTS (по очкам) |
| 6   | 2000-03-31 | Гваделупа · Emile Ramon     |                   | Saint Gallen, Швейцария                                       |         | Победа    | TKO (технический нокаут) |
| 5   | 1999-11-27 | Германия · Andreas Sidon    |                   | Hansehalle, Любек, Шлезвиг-Гольштейн, Германия                | 6       | Победа    | PTS (по очкам) |
| 4   | 1999-09-25 | Колумбия · Armando Grueso   |                   | Kolnarena, Кёльн, Северный Рейн-Вестфалия, Германия           | 6       | Победа    | PTS (по очкам) |
| 3   | 1999-07-10 | Венгрия · Ferenc Deak       |                   | Sporthalle, Аугсбург, Бавария, Германия                       | 4       | Победа    | TKO (технический нокаут) |
| 2   | 1999-04-03 | Словакия · Marcus Hurbanic  |                   | Stadthalle, Bremen, Германия                                  | 4       | Победа    | TKO (технический нокаут) |
| 1   | 1998-10-24 | Словакия · Ladislav Husarik |                   | Sporthalle, Alsterdorf, Гамбург, Германия                     | 4       | Победа    | PTS (по очкам) |
| Бой | Дата       | Соперник                    | Судьи             | Место боя                                                     | Раундов | Результат | Дополнительно |